# 藏腺毛蒿
藏腺毛蒿（学名：Artemisia thellungiana）是菊科蒿属的植物，是中国的特有植物。分布在锡金、印度以及中国大陆的西藏等地，生长于海拔1,200米至2,500米的地区，多生长在山坡与路旁，目前尚未由人工引种栽培。